# Хаміс аль-Маррі
Хаміс аль-Маррі (араб. المري; нар. 6 липня 1984) — катарський футбольний арбітр. Арбітр ФІФА з 2010 року.

## Кар'єра
Працював на азійському відбірковому турнірі на чемпіонат світу 2018 року
Був одним з арбітрів Кубка Азії 2019 року.